# Geoff Hoon
Geoff Hoon (n. 6 decembrie 1953) este un om politic britanic, membru al Parlamentului European în perioadele 1984-1989 și 1989-1994 din partea Regatului Unit.
1. 1 2   https://www.theguardian.com/politics/2004/jan/23/uk.military2 Lipsește sau este vid: |title= (ajutor)
2. ↑   http://news.bbc.co.uk/2/hi/uk_news/politics/2051723.stm Lipsește sau este vid: |title= (ajutor)
3. ↑  Geoff Hoon, Munzinger Personen, accesat în 9 octombrie 2017
4. 1 2 3  TheyWorkForYou
5. ↑  Hansard 1803–2005
6. ↑  Deputații în Parlamentul European